# Constantin Aspietes
Constantin Aspietes (en grec moderne : Κωνσταντῖνος Ἀσπιέτης) est un général byzantin actif à la fin du XIIe siècle.

## Biographie
Membre de la famille Aspietes, d'origine arménienne noble,  Constantin est probablement un proche parent de son contemporain Michel Aspietes, un général distingué tué en 1176 et d'Alexis Aspietes. Comme son parent, Constantin s'est également distingué pendant la campagne contre les Hongrois en 1167 de Manuel I Comnène. L'historien Jean Cinnamus rapporte qu'il a le rang de sebastos. Il est ensuite enregistré comme étant actif en 1190/1 comme dux de Skopje, pendant les efforts byzantins pour réprimer la rébellion bulgare-valaque des frères Pierre et Ivan Asen. L'historien Nicétas Choniatès rapporte que, dans un effort pour soutenir les troupes et renforcer leur moral, Aspietes décide de leur distribuer leurs salaires annuels différés. Cet acte, cependant, enrage l'empereur Isaac II Ange, qui y voit presque une tentative de soudoyer l'armée pour aider Aspietes à le renverser. L'empereur fait arrêter et aveugler Aspietes, après quoi on ne sait plus rien de lui. Cet événement intervient probablement en 1193, date à laquelle Aspietes est mentionné comme dux, alors que plusieurs généraux sont congédiés sur le front bulgare, en particulier Constantin Ange Doukas qui s'est révolté, ce qui fragilise l'armée byzantine face au deuxième empire bulgare en pleine progression. Il est peut-être mort dans les premières années du XIIIe siècle.